# خالد عبد المجيد
خالد عبد المجيد, سياسي فلسطيني يقود تنظيما منشقا عن جبهة النضال الشعبي الفلسطيني بقيادة سمير غوشة. انشق إثر تقرب هذا الأخير من ياسر عرفات وموافقته على إتفاقية أوسلو. يدعي كل طرف أن له الشرعية وقد فشلت حتى الآن كل محاولات المصالحة. يتهمه خصومه بالعمالة لسوريا في حين يعتبر هو أن اللجنة التنفيذية لمنظمة التحرير الفلسطينية غير شرعية. مقيم في دمشق وهو عضو في المؤتمر القومي خالد عبد المجيد بطل فلسطيني عرف بمواقفه الوطنية عارض إتفاقيات مضره في مصلحة الشعب الفلسطيني مع العلم أنه شارك في عمليات ضد العدو الصهيوني مع رفاقه في الجبهة أمثال الشهداء جورج سابا حسن شاكر أبو حسن الغربي